# Solange Castro Neves
Solange Augusta de Castro Neves (creditada como Solange Neves; Araçatuba, 10 de junho de 1951) é uma escritora, autora de telenovelas e professora brasileiras. É formada em pedagogia e pós-graduada em cinema e TV.
Durante 17 anos foi escritora de romances, usando muitos pseudônimos. Em 1991 lançou o livro Maktub, Assim Estava Escrito... com um prefácio de Ivani Ribeiro, de quem foi amiga, aprendiz, única colaboradora e coautora nos remakes de Mulheres de Areia (1993) e A Viagem (1994).
Trabalhou com Carlos Queiroz Telles na TV Cultura, no premiado programa Castelo Rá-Tim-Bum. Foi pesquisadora de textos de vários autores de telenovelas, como Amor com Amor Se Paga, Brega & Chique, Que Rei Sou Eu? e Meu Bem, Meu Mal.
Antes de Ivani Ribeiro falecer em 1995, Solange escreveu com ela a sinopse de Quem é você?, da qual roteirizou os primeiros 24 capítulos com a supervisão de Lauro Cesar Muniz, que deu continuidade a novela até o final devido ao afastamento da autora Solange por problemas de saúde em família.
Escreveu, então, telenovelas para a Rede Record: a bem-sucedida Marcas da Paixão (2000) e Roda da Vida (2001). Lançou os livros Encontro com Giullia e A Magia da Terra.

## Telenovelas
| Ano    | Novela                | Função       |
| ------ | --------------------- | ------------ |
| 1984   | Amor com Amor Se Paga | Colaboradora |
| 1985   | Ti Ti Ti              | Colaboradora |
| 1987   | Brega & Chique        | Colaboradora |
| 1989   | Que Rei Sou Eu?       | Colaboradora |
| 1993   | Mulheres de Areia     | Colaboradora |
| 1994   | A Viagem (1994)       | Colaboradora |
| 1996   | Quem é Você           | Autora       |
| 2000   | Marcas da Paixão      | Autora       |
| 2002   | Roda da Vida          | Autora       |
| Fonte: |                       |              |